# Colpotrochia sadensis
Colpotrochia sadensis är en stekelart som beskrevs av Kusigemati 1971. Colpotrochia sadensis ingår i släktet Colpotrochia och familjen brokparasitsteklar. Inga underarter finns listade i Catalogue of Life.